# Pici
Pici (tiếng Ý: [ˈpiːtʃi]; địa phương [ˈpiːʃi]) là một loại pasta dày, được làm thủ công bằng tay, giống như chất béo của spaghetti. Nó có nguồn gốc Tỉnh Siena ở Toscana; ở khu vực Montalcino, chúng còn được gọi là pinci (tiếng Ý: [ˈpintʃi]).

## Cách làm
Phần bột thường được làm từ bột mì và nước. Việc bổ sung trứng là do tùy chọn, được xác định bởi truyền thống gia đình. Ngoài ra, rau chân vịt có thể được sử dụng thay cho nước.
Bột được cán mỏng thành một tấm phẳng dày, sau đó cắt thành dải. Ở một số gia đình, dải bột được cuộn giữa một lòng bàn tay và bàn, trong khi tay kia quấn phần còn lại của dải bột. Nó cũng có thể được hình thành bằng cách lăn dải giữa hai lòng bàn tay. Cả hai phương pháp đều tạo thành một sợi mì dày, mỏng hơn một chút so với một chiếc bút chì thông thường. Không giống như spaghetti hay macaroni, loại pasta này có kích thước không đồng đều và có độ dày khác nhau dọc theo chiều dài của nó.

## Các loại thực phẩm ăn kèm
Nó được ăn với nhiều loại thực phẩm, đặc biệt là:
| Thể loại     | Tiếng Ý      | Tiếng Việt                    |
| ------------ | ------------ | ----------------------------- |
| Xốt          | briciole     | Vụn bánh mì                   |
| Xốt          | aglione      | Tương cà chua tỏi cay         |
| Xốt          | boscaiola    | Nấm porcini                   |
| Xốt          | cacio e pepe | Pho mát và tiêu đen           |
| Xốt          | ragù         | Một loại xốt được làm từ thịt |
| Thịt thú săn | cinghiale    | Lợn rừng                      |
| Thịt thú săn | lepre        | Thỏ rừng                      |
| Thịt thú săn | anatra       | Vịt                           |